# Musée des Beaux-Arts de Tournai
Pour les articles homonymes, voir Musée des beaux-arts.
 (janvier 2022).
Si vous disposez d'ouvrages ou d'articles de référence ou si vous connaissez des sites web de qualité traitant du thème abordé ici, merci de compléter l'article en donnant les références utiles à sa vérifiabilité et en les liant à la section « Notes et références ».
Le musée des Beaux-Arts de Tournai est un musée d'art situé dans l'enclos Saint-Martin, à Tournai en Belgique, dans un bâtiment conçu par l'architecte Victor Horta.

## Historique
Le musée des Beaux-Arts de Tournai trouve son origine dans la volonté du mécène d'origine bruxelloise Henri Van Cutsem exprimée peu avant sa mort en 1904 de léguer sa très importante collection de peinture moderne belge et française à la ville de Tournai, à la condition expresse d'y faire construire un musée par l'un de ses amis, le célèbre architecte de l'Art nouveau Victor Horta.
Conçu en forme de tortue, ou d'écureuil volant selon le sens de lecture de son plan terrier, le dispositif rayonnant et lumineux du musée fut définitivement établi par l'architecte en 1911. Les poignées de portes d'entrée représentaient des tortues. Il ne subsiste aujourd'hui que les poignées en elle-même, en forme de patte de tortues.
À la suite du vol de La Joconde, Horta pense son musée pour parer aux problèmes de sécurité dans les musées. La Joconde a été volée au musée du Louvre le 21 août 1911, avant d'être retrouvée deux ans plus tard en Italie. Selon le plan du bâtiment, un gardien est capable d'effectuer une surveillance panoramique des salles. En se plaçant au centre du musée, il peut observer toutes les salles disposées autour de lui.
Dans son œuvre, une des priorités de l'architecte est la luminosité. Le musée des Beaux-Arts de Tournai répond à cette exigence mais ceci pose des problèmes pour la conservation des œuvres. En effet, celle-ci sont sensibles à un excès de lumière et aux changements de températures dont les causes sont les grandes verrières à double étage.
Commencé en 1912 sur le site de l'ancienne abbaye Saint-Martin et interrompu par la Première Guerre mondiale, le bâtiment ne fut définitivement achevé et inauguré qu'en 1928.

## Collections
Les collections du musée présentent un panorama de peintures et de sculptures allant des primitifs flamands aux artistes contemporains. Anciens fonds de la Ville de Tournai (collections privées et abbaye Saint-Martin) pour la peinture ancienne des Pays-Bas, France et Italie (XVe - XVIIIe siècle) ; fonds Gallait et legs Van Cutsem pour la peinture moderne (XIXe siècle).
Les collections proposent des œuvres de primitifs flamands tels Rogier van der Weyden, Jan Mabuse, Robert Campin, Pieter Brueghel le Jeune, etc. De grands peintres des XVIIe siècle et XVIIIe siècle y sont également exposés tels Pierre Paul Rubens, Antoine Watteau, Jacob Jordaens, Piat Sauvage et Frans Snyders. Les impressionnistes et les post-impressionnistes sont représentés grâce aux peintures de Claude Monet, Édouard Manet, Vincent van Gogh, Georges Seurat, etc. Les artistes tournaisiens tels Louis Gallait, Roméo Dumoulin, George Grard, Jean Leroy, Fernand Allard l'Olivier encore Louis Pion y sont exposés.
Le musée est le seul en Belgique à avoir dans ses collections des œuvres d'Édouard Manet. Il possède également dans ses réserves plusieurs tableaux du peintre belge Éliane de Meuse, Prix Godecharle 1921.

## Œuvres présentées

### Peinture

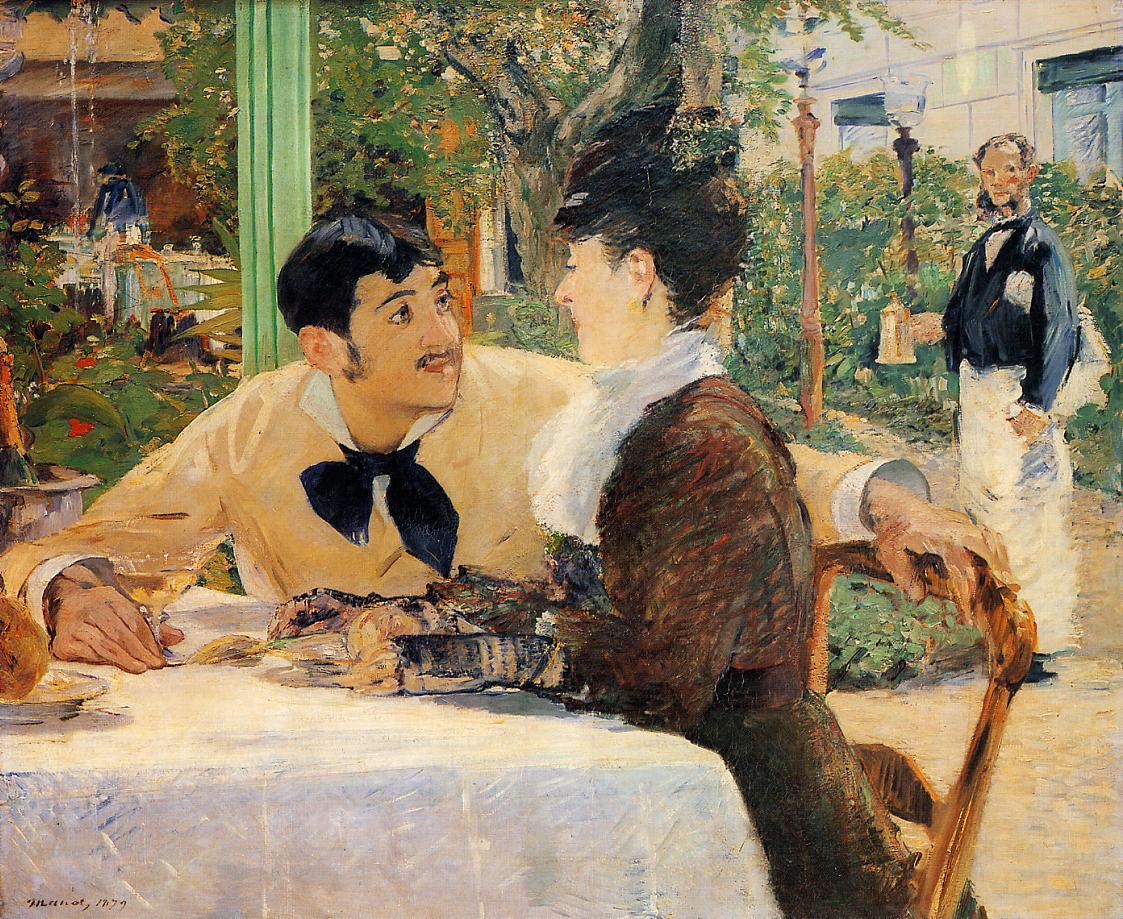
Chez le père Lathuille d'Édouard Manet

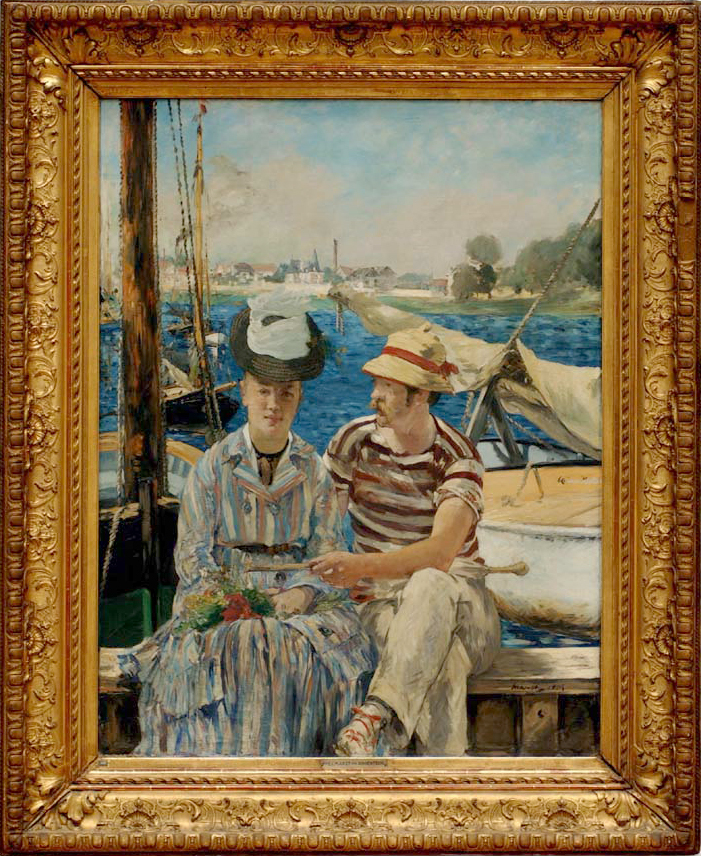
Argenteuil d'Édouard Manet

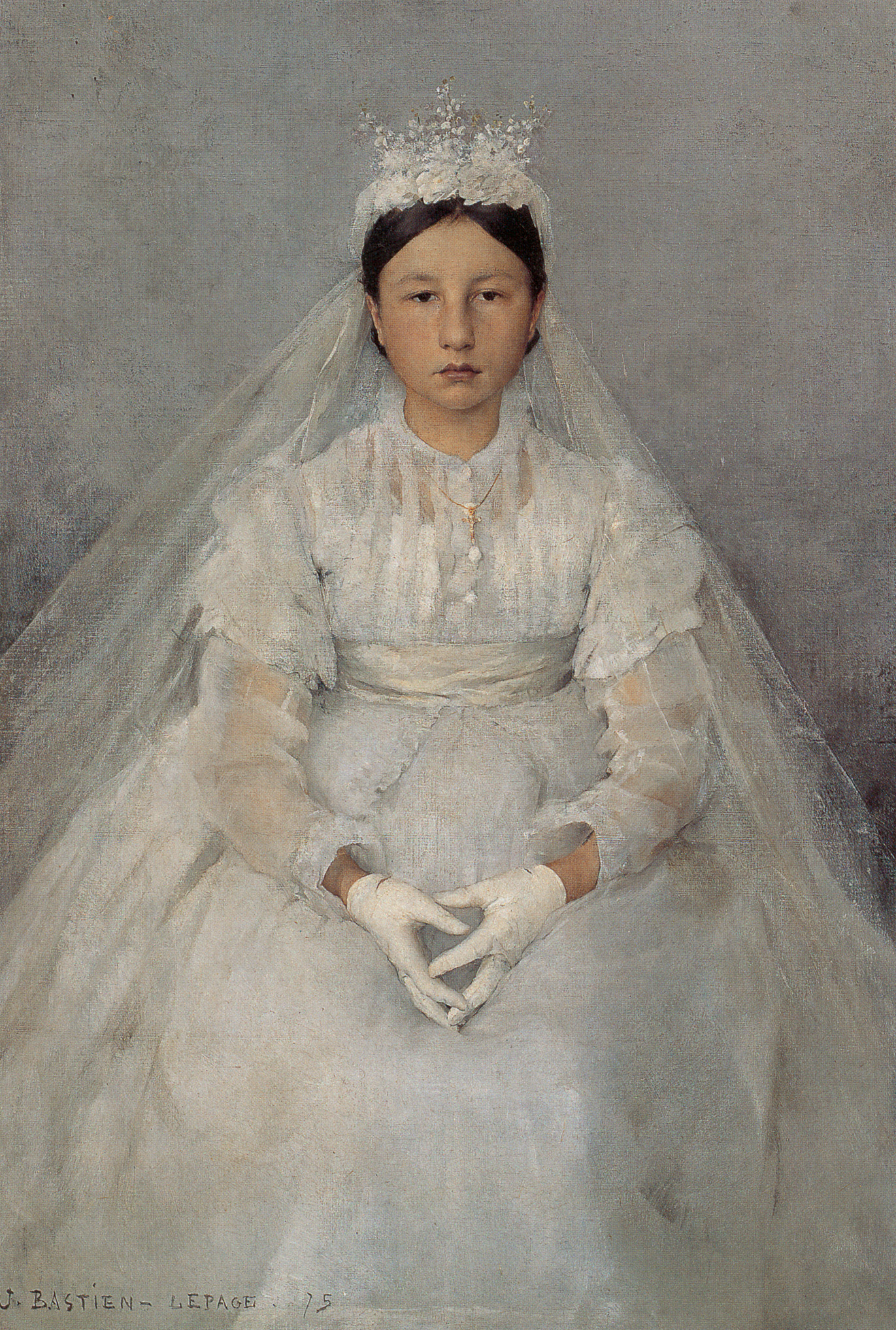
La Communiante (1875), de Jules Bastien-Lepage

- Saint Donatien, Jan Gossaert dit Mabuse, huile sur bois
- Nymphe de Capri, 1864, Léonce Legendre, huile sur toile
- La Communiante, Jules Bastien-Lepage, huile sur toile (1875)
- Le Colporteur endormi, Jules Bastien-Lepage, huile sur toile (1882)
- L'Étude (Miss Sarah Elizabeth Budgett peignant), Henri Fantin-Latour, huile sur toile (1883)
- Argenteuil, Édouard Manet, huile sur toile (1874)
- Chez le père Lathuille, Édouard Manet, huile sur toile (1879)
- L'Écriture Sainte, Pierre Paul Rubens
- La Vierge à l'Enfant, Roger de le Pasture, dit Van der Weyden, huile sur bois
- La pointe du Cap Martin, Claude Monet, huile sur toile (1884)
- La grève du Bas Butin Honfleur, Georges Pierre Seurat, huile sur toile
- Paysage d'hiver, Pieter Brueghel le Jeune, huile sur toile
- Les Marais, James Ensor, huile sur toile (1880)
- Marianne, L'enfant et Bouquet, Éliane de Meuse, huiles sur toile [1]
- Sur le pont du « Baron Dhanis », Fernand Allard l'Olivier, huile sur toile (1929)

### Sculpture

#### En extérieur
- Tom Frantzen (né en 1954), L’ange exterminateur, (époxy, fer, inox, cuivre, 300)
- Marcel Rau (1886-1966), Béatitude maternelle, (bronze)
- George Grard (1901-1984), Femme regardant le soleil, (bronze)

#### Intérieur
- Guillaume Charlier (1854-1925), Buste de Henri Van Cutsem, (marbre)
- Albert-Ernest Carrier-Belleuse (1824-1887), Buste de Louis Gallait, (terre cuite)
- Bram Bogart (1921-2012), Noir et bleu, (plâtre)
- Jef Lambeaux (1852-1908), Bacchanale, (plâtre)
- Jef Lambeaux (1852-1908), Laocoon, (plâtre)
- Jef Lambeaux (1852-1908), Tête d’homme, esquisse, (plâtre)
- François Rude (1784-1855), Figure allégorique, (plâtre)
- Charles Van der Stappen (1843-1910), Évêque bénissant - « pax vobiscum », (bronze)
- Arsène Matton (1873-1953),
- Arthur Dupagne (1895-1961),
- George Minne (1866-1941), Esquisse du monument à Georges Rodenbach, (marbre)
- Charles Van der Stappen (1843-1910), Charmeuse, (bronze)
- Barthélemy Frison (1816-1877), La jeune fille au camée, (Marbre)
- Arsène Matton (1873-1953).' La guirlande (sc. chryséléphantine, ivoire et bronze)
- Charles Van der Stappen (1843-1910), Sphinx, (Bronze)
- Guillaume Charlier (1854-1925), Jeune bavaroise, (Marbre)
- Victor Rousseau (1865-1954), Extase, (Marbre)
- Charles Van Oemberg (1824-1901), Jeune femme pensive, (Marbre)
- Arthur Dupagne (1895-1961), Tête d’africaine, (pierre bleue)
- Jacques de Lalaing (1858-1917), Femme pêchant, figure pour une fontaine, (Marbre)
- Eugène-Louis Lequesne (1815-1887), Faune dansant, (Bronze)
- Jean-Baptiste Carpeaux (1827-1875), Jeune fille à la conque, (Bronze)
- Aimable Dutrieux (1816-1886), Bacchante, (Marbre)
- Guillaume Charlier (1854-1925), Inquiétude maternelle, (Marbre)
- Guillaume Charlier (1854-1925), Sollicitude paternelle, (Marbre)
- Léon Mignon (1847-1898), Tigre, (Marbre)
- Piat Sauvage (1744-1818), Tête d’enfant, (Plâtre)
- Rik Wouters (1882-1926), Contemplation, (Bronze) 1911
- Clodion (Claude Michel) (1738-1814), Faune et nymphes, (Bronze)
- Jef Lambeaux (1852-1908), Le baiser, (Bronze)
- Arsène Matton (1873-1953), L’étreinte, (Bronze)
- Radu Constantin Rata (né en 1979), Rien qu’une grande morsure, (résine, 204x186)
- Tom Frantzen (né en 1954), Prima Ballerina, (polyester et fer, 318x 300)

### Dessins
- Oliviers à Montmajours, Vincent van Gogh, dessin à l'encre (1888)
- Étude d'une tête de lion, Eugène Delacroix
- Plusieurs dessins et esquisses de James Ensor

## Expositions temporaires
- 18 octobre 2008 – 11 janvier 2009, Paris, Milan, Wuppertal - Huit chefs-d’œuvre de la peinture moderne européenne (1884-1931),
- 30 mai 2009 – 17 août 2009, La Cour des miracles - Christos Ex’Agraphon (1945) et la satire dans l’art
- 5 décembre 2009 – 15 février 2010, Plus vrai que nature - Robert Campin et le portrait flamand
- 4 décembre 2010 - 28 mars 2011, L'Afrique rêvée - Images d'un continent à l'« âge d'or » de la colonisation 1920-1940
- 11 février 2012 - 30 septembre 2012, 101 Chefs-d'œuvre
- 12 octobre 2018 - 22 avril 2019, L’œuvre au miroir des mots. Van cutsem – Horta – Rodenbach